# Gmina Ražanj
Gmina Ražanj (serb. Opština Ražanj / Општина Ражањ) – gmina w Serbii, w okręgu niszawskim. W 2018 roku liczyła 7998 mieszkańców.